# Igari Yuki
Yuki Igari (sinh ngày 7 tháng 4 năm 1988) là một cầu thủ bóng đá người Nhật Bản.

## Sự nghiệp câu lạc bộ
Yuki Igari đã từng chơi cho Shonan Bellmare, Sagawa Printing và Fukushima United FC.